# Grado de congruencia (aritmética)
En teoría de números, el grado de congruencia de un polinomio congruente con 0 respecto al módulo m es un número entero tal como se precisa:
1. Sea {\displaystyle f(x)_{}^{}=} {\displaystyle a_{n}x^{n}+a_{n-1}x^{n-1}+\cdots +a_{1}x^{1}+a_{0}x^{0},}. Si  an no es congruente con 0 respecto del módulo m, el grado de la congruencia f(x)≡ 0 (mod m) es n.
2. Si an ≡ 0 (mod), sea j el mayor entero positivo tal que aj no es congruente con cero respecto del módulo m; entonces el grado de la congruencia es j.
3. Si no hay dicho entero j, esto es, si todos los coeficientes de f(x) son múltiplos de m, no se asigna grado a la congruencia.[1]

Debe advertirse que el grado de congruencia de f(x)≡ 0 (mod m) no es lo mismo que el grado del polinomio f(x). El grado de la congruencia depende del módulo; el grado del polinomio es independiente del módulo.

## Ejemplos
1. g(x)= 6x3 + 3x2 + 1, entonces g(x) ≡ 0 (mod 5) es de grado 3 y  g(x) ≡ 0 (mod 2) es de grado 2; por su parte g(x), como polinomio en x, es de grado 3.
2. Sea h(x) =  6x3 + 3x2 + 9, entonces h(x)≡ 0 (mod 3) no tiene ningún grado como congruencia respecto al módulo 3, pues, todos sus coeficientes son múltiplos de 3.[3]

### Biografía
- Hefez, Abramo: Curso de Álgebra Vol 1 (2001) Ediciones IMCA, Lima, ISBN 9972-9394-1-3.
- Pettofrezzo, Anthony and Birkyt, Donald R. Elements of Number Theory (1970) Prentice Hall, Inc. United States of America.
- Gentile, Enzo R. Aritmética elemental (1985) OeA, Washington, D.C.